# Vion (Sarthe)
Vion település Franciaországban, Sarthe megyében. Lakosainak száma 1383 fő (2022. január 1.). Vion Parcé-sur-Sarthe, Courtillers, Louailles, Précigné, Sablé-sur-Sarthe és Solesmes községekkel határos.

## Népesség
A település népessége az elmúlt években az alábbi módon változott:
| Lakosok száma | 1458 | 1445 | 1469 | 1448 | 1448 | 1445 | 1426 | 1405 | 1383 |
|               | 2013 | 2015 | 2016 | 2017 | 2018 | 2019 | 2020 | 2021 | 2022 |